# Милюты
Милюты — деревня в Хиславичском районе Смоленской области России. Входит в состав Колесниковского сельского поселения. По состоянию на 2007 год постоянного населения не имеет. 
Расположена в юго-западной части области в 24 км к юго-западу от Хиславичей, в 58 км западнее автодороги А141 Орёл — Витебск, на берегу реки Ослянки. В 58 км восточнее деревни расположена железнодорожная станция Стодолище на линии Смоленск — Рославль. 

## История
В 1699 году упоминается как деревня во Мстиславском воеводстве ВКЛ.
В годы Великой Отечественной войны деревня была оккупирована гитлеровскими войсками в июле 1941 года, освобождена в сентябре 1943 года.